# 普里乔尔诺莫尔斯凯
46°44′40″N 30°54′55″E / 46.74444°N 30.91528°E
普里乔尔诺莫尔斯凯（羅馬化：Prychornomorske），2024年9月前名为佩爾紹特拉夫內韋（烏克蘭語：Першотравневе），是位於烏克蘭西南部的村莊，由敖德萨州敖德萨区的維濟爾卡市鎮負責管轄。該村面積2.54平方公里，海拔高度14米，人口4,000，人口密度每平方公里1,452.36人。
2024年9月19日，乌克兰最高拉达将此村的名字改为普里乔尔诺莫尔斯凯。